# Hector d'Ouvrier
Hector d'Ouvrier (né à Toulouse en 1586 - mort le 20 juin 1655 à Nîmes), fils de Rigal d'Ouvrier, conseiller au parlement et de Béatrix Potier de la Terrasse, fille d'Étienne maitre des requêtes, il est évêque de Dol puis évêque de Nîmes.

## Biographie
Il est issu d'une famille originaire de la région d'Aurillac en Auvergne. Ses ancêtres s'installent à Toulouse où Rigal fils de Guillaume devient capitoul vers 1540. On connait peu sa formation mais il est  docteur en droit canon de l'université de Paris et en droit civil de celle de Toulouse. Conseiller au Parlement comme son frère Jean, il est tonsuré en 1601 et ordonné prêtre en 1625 à Paris où il s'est installé. Aumônier de la reine Marie de Médicis  il est pourvu du prieuré de Saint-Pierre-de-Montaud et de celui de Montesquieu tous deux dans le diocèse de Rieux. Il reçoit également en commende l'abbaye de Saint-Menge-de-Châlons vers 1630.
Il est nommé à l'évêché de Dol le 10 juin 1630, et consacré à Paris le 2 août 1630, par Jean-François de Gondi, archevêque de cette ville, assisté des évêques de Die et de Luçon. Il devint conseiller d'État et gouverneur de la ville et du château de Dol au mois de septembre suivant. Il assista à l'assemblée du clergé qui se tint en 1643. Ayant consenti à permuter son évêché avec celui de Nîmes, occupé par Antoine Cohon, le roi le transféra à Nîmes le 19 février 1644, puis il fut confirmé le 2 mai 1644. Il y fit son entrée le 14 février 1646. Son église cathédrale avait été détruite par les protestants, et en partie reconstruite par son prédécesseur; il la bénit un mois après son arrivée.
Les protestants qui étaient dans sa ville épiscopale, et qui étaient très-remuants, lui donnèrent souvent du souci, et allèrent l'attaquer un jour dans son palais. Il jeta un interdit sur la ville, et se retira à Beaucaire ; mais bientôt après, ayant reçu les soumissions des magistrats, il leva cet interdit et rentra dans sa ville. On l'avait soupçonné d'abord de favoriser le jansénisme, et il avait peut-être fourni un peu matière à ce soupçon ; mais, à ses derniers moments, il déclara qu'il se soumettait sans aucune restriction aux décisions de l'Église. Ce fut dans ces sentiments qu'il mourut, le 20 juin 1655 et ses obsèques furent célébrées le 22 par l'évêque Nicolas de Grillié.